# 新竹縣竹東鎮大同國民小學
新竹縣竹東鎮大同國民小學（簡稱:大同國小），位於台灣新竹縣竹東鎮莊敬路111號。

## 校史
- 1955年 六月一日創立為榮樂國民學校，並於年八月一日增設陸豐分班。
- 1956年 元月一日更名大同國民學校。
- 1956年 元月三日建校開工典禮，八月一日設立陸豐分校，於十一月三日新校舍啟用。
- 1958年 八月一日陸豐國民學校獨立。
- 1959年 五月五日開校典禮，七月一日首屆畢業典禮。
- 1960年 三月一日全校師生完成遷入，家長會正式成立。
- 1965年 十月三十日十週年慶。
- 1968年 八月一日更名大同國民小學。
- 1974年 八月一日成立潛能教育班。
- 1987年 八月一日自立幼稚園。
- 1989年 八月一日自立幼稚園納編為大同國民小學附設幼稚園。
- 1996年 三月一日營養午餐供應。
- 1998年 六月訂立實習契約，八月一日成立資源教室。
- 2002年 八月一日幼稚園改為全日班 ，訓導處更名學務處。
- 2005年 八月一日幼稚園遷出。
- 2009年 八月一日增設資源班。
- 2011年 三月輔導處增設特教組長。
- 2012年 二月增立社工師，八月增立專任輔導教師 。
- 2013年 六月簡易棒球場完工啟用 。
- 2014年 十一月增置校史室。
- 2015年 十二月慶祝六十週年校慶。
- 2018年 十一月關懷樓拆除重建完工啟用 。
- 2019年 九月小操場遊戲區完工啟用 。
- 2020年 一月 新圖書館「BOOK思議森林」完工啟用。

## 校長
- 第一任:彭如棟，1955年8月 - 1962年9月
- 第二任:姜天福，1962年9月 - 1971年5月
- 代理任:黃鉦權，1971年5月 - 1971年9月
- 第三任:黃玉書，1971年9月 - 1982年8月
- 代理任:黃興照，1982年8月 - 1982年9月
- 第四任:彭永森，1982年9月 - 1988年8月
- 第五任:劉肇馨，1988年8月 - 1994年8月
- 代理任:黃興照，1994年8月 - 1994年9月
- 第六任:姚東海，1994年9月 - 1998年8月
- 第七任:魏信忠，1998年8月 - 2005年1月
- 第八任:李金富，2005年2月 - 2011年8月
- 第九任:徐進堯，2011年8月 - 2015年8月
- 第十任:羅賜欽，2015年8月 - 迄今

## 少棒隊
大同國小棒球隊，為該校重要校隊之一。

## 校園環境

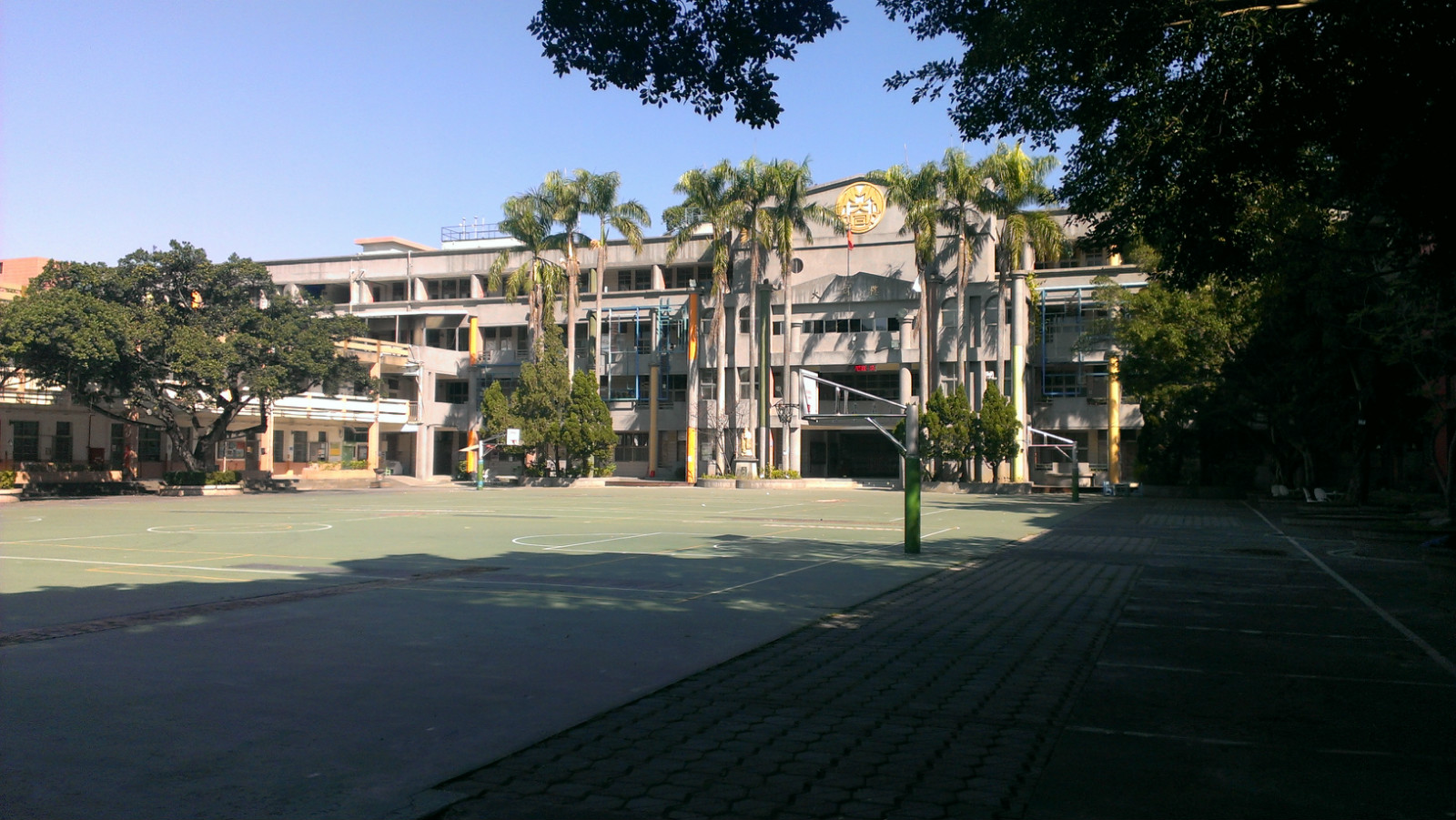
新竹縣大同國小大同樓
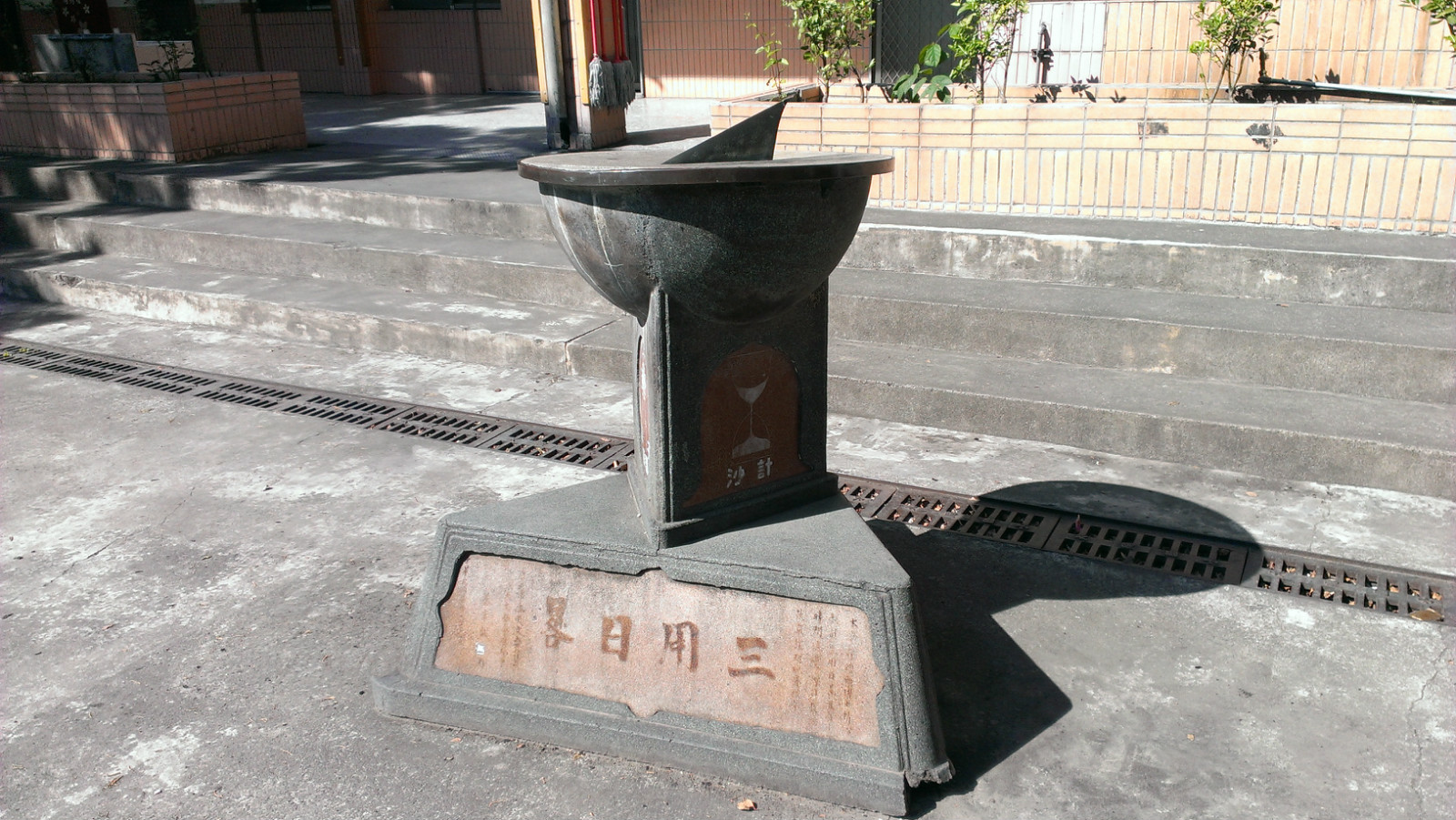
新竹縣大同國小三用日晷
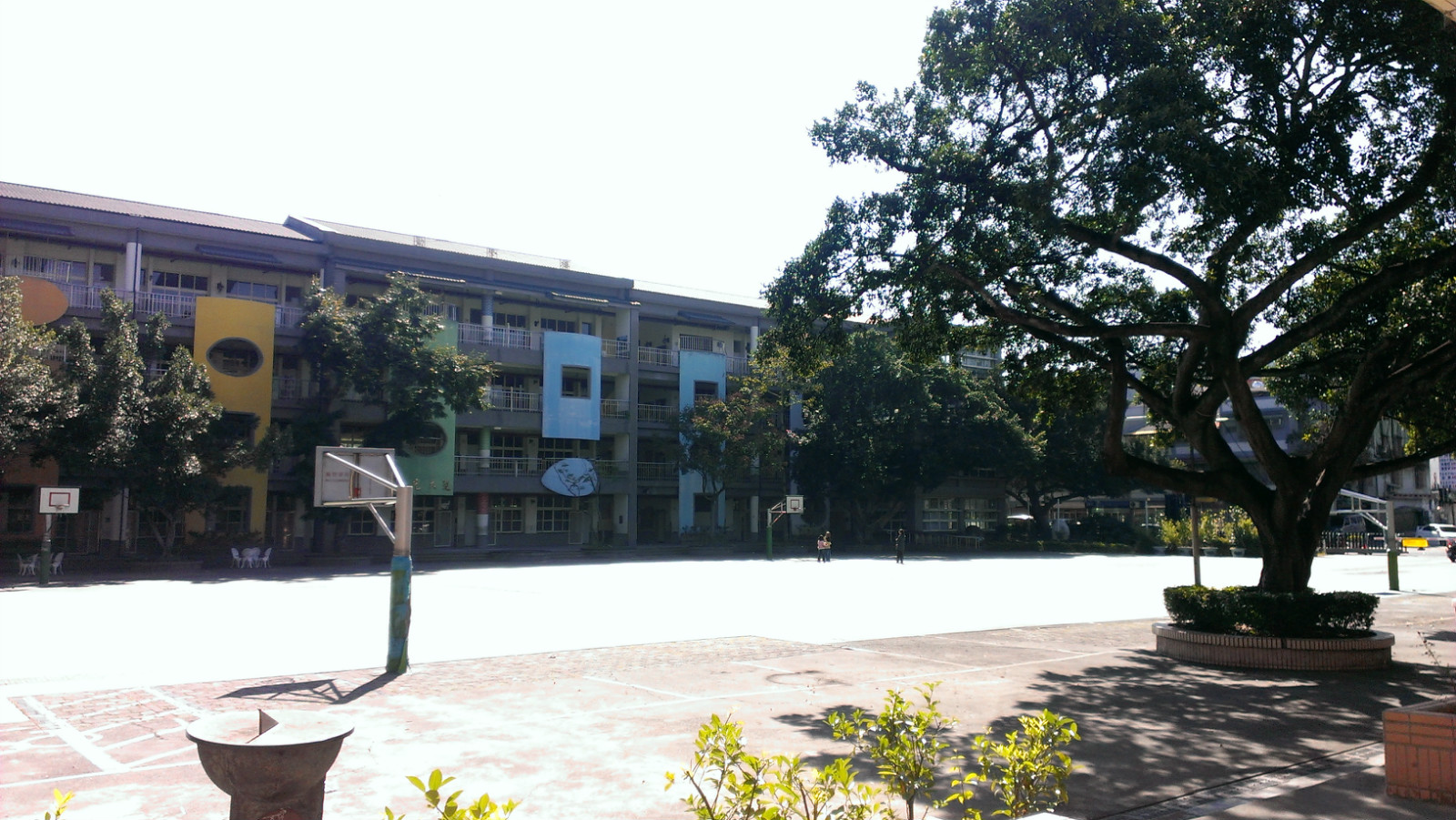
新竹縣大同國小校園一景
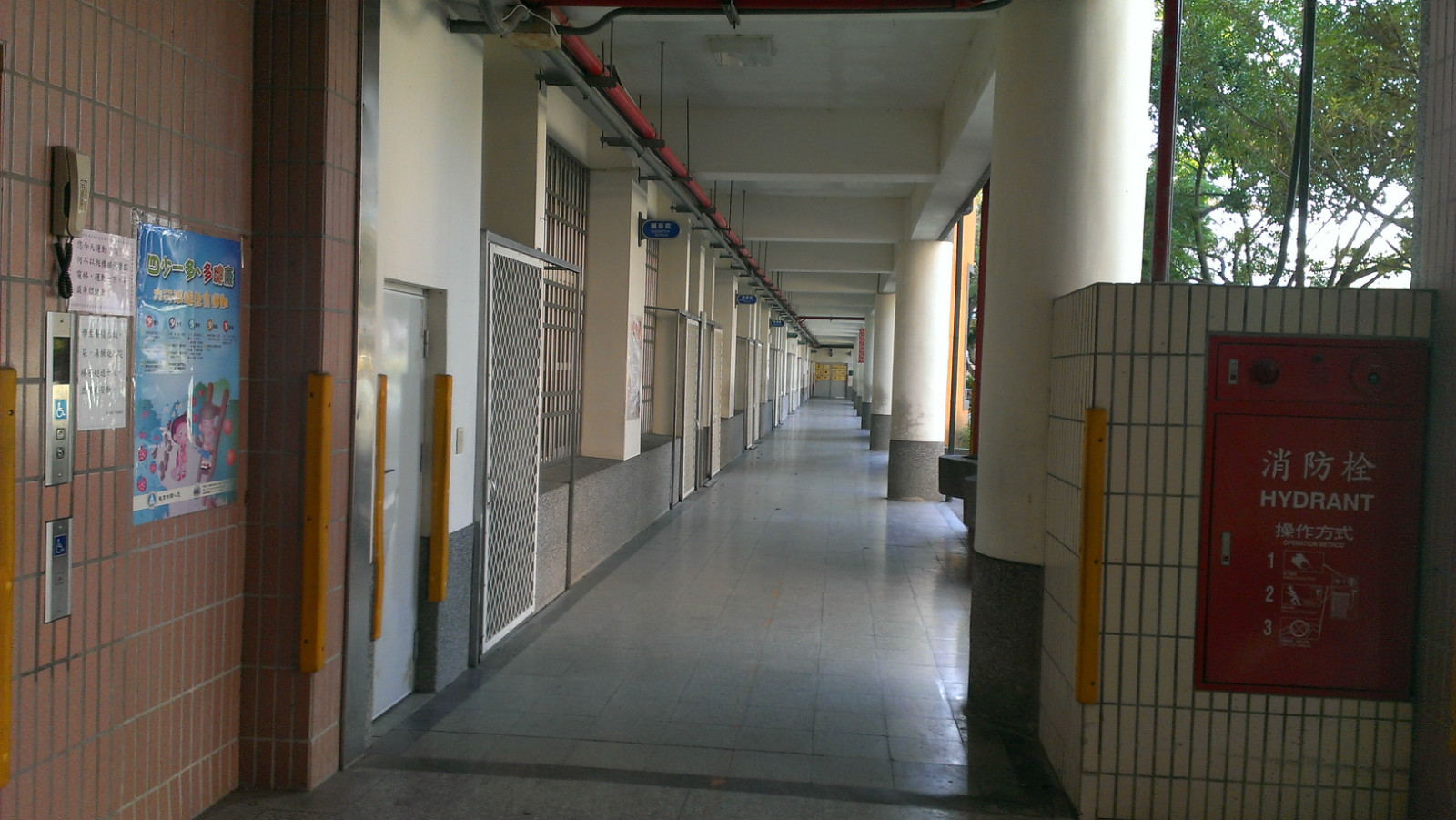
新竹縣大同國小校園走廊
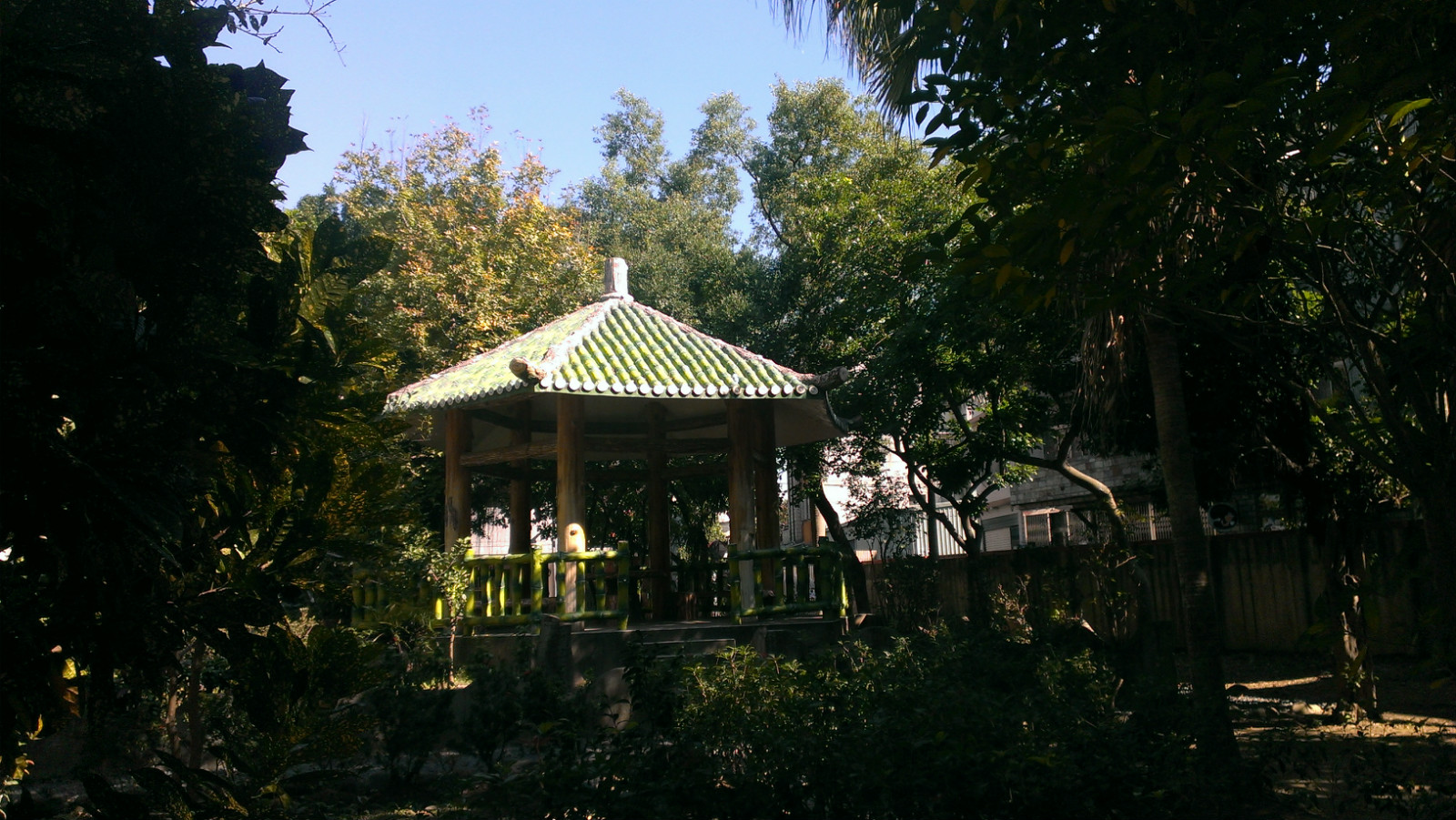
新竹縣大同國小涼亭

## 外部連結
- 新竹縣教育局 （页面存档备份，存于）
- 新竹縣竹東鎮大同國民小學 （页面存档备份，存于）